# Curtiss XP-71
Curtiss XP-71 là một loại máy bay tiêm kích hộ tống hạng nặng đề xuất, dành cho không quân Hoa Kỳ năm 1941.

## Tính năng kỹ chiến thuật (XP-71, theo thiết kế)
Đặc điểm tổng quát
- Kíp lái: 2
- Chiều dài: 61,83 ft (18,85 m)
- Sải cánh: 82,25 ft (25,07 m)
- Chiều cao: 19 ft (5,79 m)
- Diện tích cánh: 602 ft² (55,9 m²)
- Trọng lượng rỗng: 31.060 lb (14.090 kg)
- Trọng lượng cất cánh tối đa: 46.950 lb (21.295 kg)
- Động cơ: 2 × Pratt & Whitney R-4360-13 "Wasp Major", 3.450 hp (2.574 kW)  mỗi chiếc

 Hiệu suất bay 
- Vận tốc cực đại: 428 mph (371 knot, 690 km/h) trên độ cao 25.000 ft (7.620 m)
- Tầm bay: 3.000 mi (2.600 nm, 4.800 km)
- Trần bay: 40.000 ft (12.192 m)
- Tải trên cánh cực đại: 51,6 lb/ft² (252 kg/m²)
- Công suất/khối lượng nhỏ nhất: 0,147 hp/lb (242 W/kg)

Trang bị vũ khí

- Súng: 

  - 1× pháo 75 mm (2.95 in)
  - 2× pháo 37 mm (1.46 in)